# Ambassis macracanthus
Ambassis macracanthus är en fiskart som beskrevs av Bleeker, 1849. Ambassis macracanthus ingår i släktet Ambassis och familjen Ambassidae. IUCN kategoriserar arten globalt som otillräckligt studerad. Inga underarter finns listade i Catalogue of Life.